# Ceroplastes kunmingensis
Ceroplastes kunmingensis är en insektsart som först beskrevs av Tang och Xie in Tang 1991.  Ceroplastes kunmingensis ingår i släktet Ceroplastes och familjen skålsköldlöss. Inga underarter finns listade i Catalogue of Life.